# Клепикова, Елена Константиновна

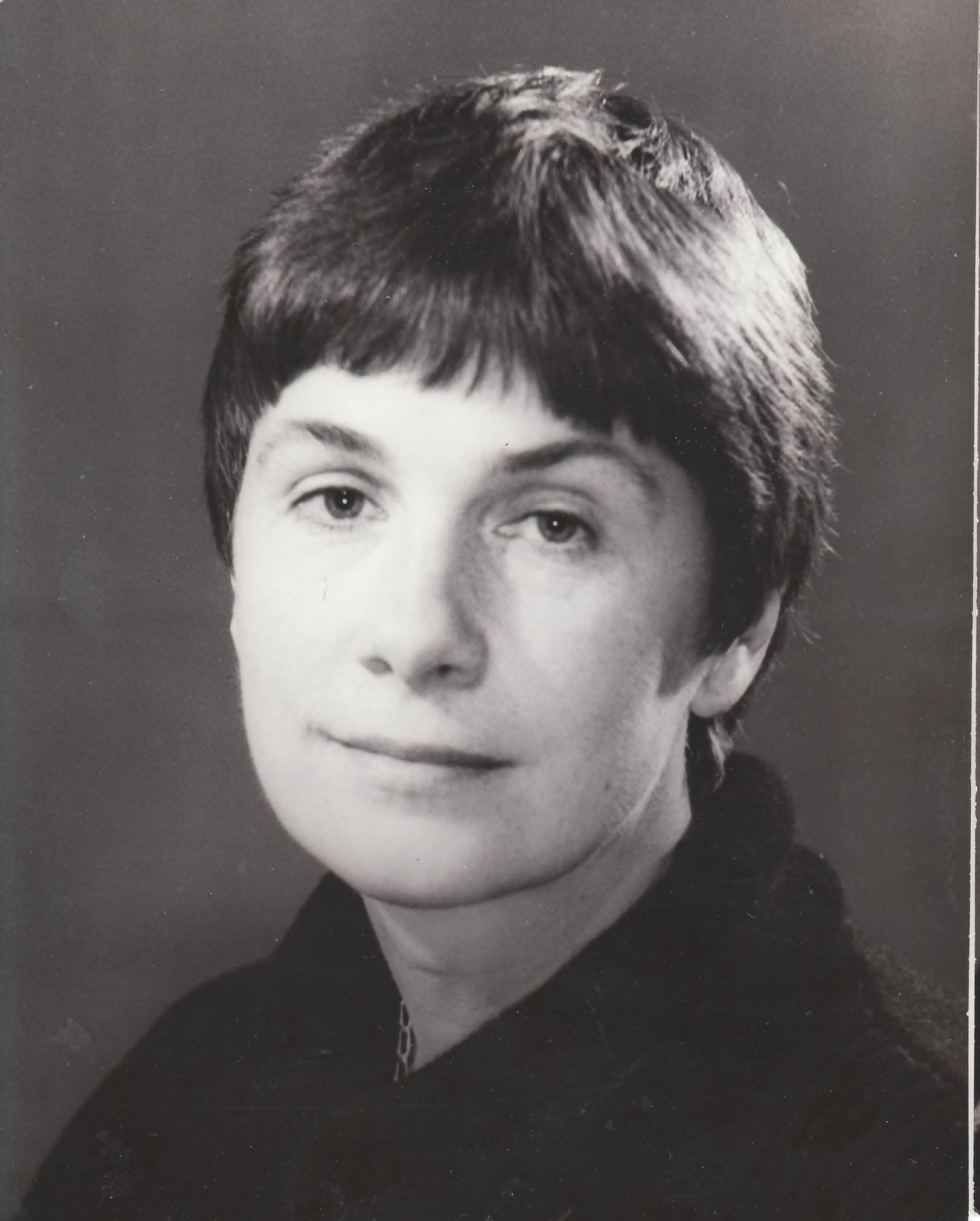

Елена Константиновна Клепикова (род. 25 февраля 1942 года, Кострома) — русско-американская писательница, журналист, политолог и литературный критик; автор множества публикаций в советских, российских и американских СМИ и книг, некоторые написаны в соавторстве с мужем Владимиром Исааковичем Соловьевым. Книги изданы на 12 языках в 13 странах — в США, Великобритании, Аргентине, Бразилии, России, Японии, Китае (Тайвань), Германии, Италии, Швеции, Финляндии и других странах. С 1977 года живёт в США.

## Биография
Родилась 25 февраля 1942 года в Костроме. В 1959 году окончила школу № 281 в Ленинграде, а в 1965 году классическое отделение филфака ЛГУ. Специальность: русская литература и классическая филология.
До 1977 года жила в Ленинграде и Москве, регулярно печаталась в «Литературной газете», «Звезде», «Неве», «Новом мире», «Юности», «Север», «Литературное обозрение», «Детская литература», а также в «Критическом сборнике „Современник — 1971“» и других изданиях как литературный и художественный критик. Диапазон тематических и жанровых интересов автора весьма широк: из под пера Клепиковой регулярно выходят рецензии на новые книги, портреты писателей и художников — от Андрея Платонова и Корнея Чуковского до Фазиля Искандера и Василия Белова, репортажные интервью с современниками. Некоторые из этих статей — про Булата Окуджаву, Беллу Ахмадуллину, Юрия Казакова и Евгения Евтушенко — вошли в раздел «Елена Клепикова. Евтушенко и другие. Текущая критика. 1973—2015» из книги Владимира Соловьева «Не только Евтушенко».
С самого основания журнала «Аврора» (1969) до переезда в Москву (1975) работает редактором отдела прозы. Её кабинет становится средоточием литературной жизни города, где встречаются такие писатели, как Стругацкие, Володин, Искандер, Евтушенко, Довлатов, Бродский и др., со многими из которых её связывает тесная дружба. К примеру, Иосиф Бродский посвящает ей и Владимиру Соловьеву стихотворение «Позвольте, Клепикова Лена, пред Вами преклонить колена…» Сама Елена Клепикова написала о Бродском воспоминания, которые неоднократно печатались в периодике по обе стороны океана и вошли в её сольные и совместные с Соловьевым книги. Благодаря её усилиям, в «Авроре» были в это время опубликованы произведения таких труднопроходимых писателей, как Людмила Петрушевская, Александр Володин, братья Стругацкие, запрещенная в Москве повесть «Ночь Чика» Фазиля Искандера, однако попытки Елены Клепиковой и её коллег напечатать рассказы Сергея Довлатова, стихи Иосифа Бродского и Владимира Высоцкого и новую поэму Евтушенко «Под кожей статуи Свободы» были пресечены властями. См. подробно об этом в воспоминаниях как самой Елены Клепиковой, так и названных писателей — например, в «Невидимой книге» Сергея Довлатова.
В застойные годы написала книгу о Пришвине «Пространство природы и мысли», на которую был заключен договор с выплатой аванса, а главы широко печатались в «толстяках» — в «Неве», «Звезде», «Севере», «Детской литературе» и др. После положительных внутренних рецензий книга была принята к изданию, но в последний момент запрещена по цензурным соображениям.
Зажим гаек и ожесточение цензуры делают для Елены Клепиковой невозможным полноценно продолжать литературную деятельность, что понуждает её и Владимира Соловьева к открытой конфронтации с властями. Весной 1977 года они создают первое в советской истории независимое информационное агентство «Соловьев-Клепикова-Пресс», чьи бюллетени широко публикуются в мировой прессе, Одна только «Нью-Йорк Таймс» печатает не только сообщения агентства, но и большую статью о его создателях с их портретом на первой полосе. Сообщения «Соловьев-Клепикова-Пресс» возвращаются на родину в обратном переводе по «вражьим голосам»: «Голосу Америки», «Немецкой волне», «Би-би-Си» и прочим. Его создателей исключают из профессиональных объединений: Союза писателей, Союза журналистов и даже ВТО (Всероссийского театрального общества) — и с помощью шантажа и угроз вынуждают покинуть страну. Подробно этот диссидентский этап жизни супругов описан в главе «Соловьев-Клепикова-пресс» в книге Владимира Соловьева «Записки скорпиона. Роман с памятью» и в главе «Fathers and Sons» в книге «Russia. Broken Idols, Solemn Dreams» дважды лауреата Пулитцеровской премии Дэвида Шиплера из «Нью-Йорк Таймс».
Через две недели после приезда в США «Нью-Йорк таймс» публикует первую политическую статью Владимира Соловьева и Елены Клепиковой. С тех пор их статьи — совместные и сольные — регулярно печатаются в ведущих американских газетах: «Wall Street Journal», «NY Daily News», «Los Angeles Times», «Chicago Tribune», «Chicago Sun-Times», «Christian Science Monitor», «Boston Globe», «San Francisco Chronicle», «Sacramento Bee» — и престижных журналах: «New Leader», «Dissent», «Midstream», «WorldView», «Partisan Review, Antioch Revew», «Michigan Quaterly Review» и др. Одно из самых популярных в мире изданий «Newsweek», которое весьма редко пользуется услугами внештатных авторов, публикует статью Елены Клепиковой «Взгляд из очереди». Два крупнейших в США новостных синдиката — «Pacific News Syndicate» и «United Feature Syndicate» — приобретают права на распространение статей Владимира Соловьева и Елены Клепиковой среди американских СМИ.
Одна за другой, сначала в США по-английски, а потом и в других странах (12 языков, 13 стран) выходят политологические триллеры Владимира Соловьева и Елены Клепиковой «Yuri Andropov: A Secret Passage into the Kremlin», «Behind the High Kremlin Walls», «Boris Yeltzin. Political Biography» и другие. Книги получают высокую оценку в американской прессе. «Соловьев и Клепикова обнажают динамику кремлёвской борьбы за власть — то, что никогда не встретишь ни в учебниках, ни в американской печати о Советском Союзе», — пишет в «Нью-Йорк пост» дуайен американской журналистики Макс Лернер, а ветеран-советолог из «Нью-Йорк таймс» Гаррисон Солсбери называет их «исключительно талантливыми экспертами с прочной и завидной репутацией»: «…вклад Владимира Соловьева и Елены Клепиковой в дело изучения и исследования СССР по своему качеству и аналитическому уровню является непревзойденным со времени их приезда в Америку».
С началом гласности эти политологические исследования появляются и в России на языке оригинала — сначала в периодике, потом нелегальными изданиями (контрабандная брошюра «Горбачев: путь на верх» повсеместно продается на улицах Москвы и Петербурга) и, наконец, многотиражными книгами: «Заговорщики в Кремле», «Борис Ельцин: Политические метаморфозы», «Юрий Андропов: тайный ход в Кремль».
В 1990—1991 годах Елена Клепикова вместе с Владимиром Соловьёвым несколько раз приезжают в Россию — первый раз по приглашению на Набоковскую конференцию, а потом для сбора материалов на договорную книгу о Ельцине.
В параллель своей соавторской работе в англоязычной и международной журналистике, Елена Клепикова регулярно печатается в русскоязычных СМИ — сначала в Америке, а потом, с наступлением гласности, в России: «Новое русское слово», «Королевский журнал», «Время и мы», «Русский базар», «В новом свете», «Комсомольская правда в Америке» (Нью-Йорк), «Панорама» (Лос-Анджелес), «Кстати» (Сан-Франциско), «Очевидец», «Московский комсомолец», «Независимая газета», «Искусство кино» (Москва) и др. Активно участвует в культурных программах «Радио „Свобода“» — в частности в программе «Поверх барьеров» и на русско-американском телеканале RTN / WMNB, регулярно дает интервью в печати, по радио и телевидению. В одном из них она отвечает на вопрос «Почему Вы стали журналистом?»:
"Статьи пишутся не для себя и не в стол, а — на публику. Газета по жанру своему — публичный дом, где читатель выбирает, что ему по вкусу и интересу. В газетных статьях — гул диалога, убеждения, скандала, спора. Лучшие из них — мухи-однодневки, но они делают погоду на этот день. Это я к тому, как трудно журналисту, не нашедшему себе читателя. Он обречен на монолог, на онанизм, противоестественный в его профессии.
Не обязательно метить в кумиры читающей публики. Кумирство это дорого обходится — как балерина день-деньской на пуантах. Но любой журналист идет на связь с читателем, прямо заявляет о своих намерениях общаться… Любому газетчику необходима эта смычка с читателем. Без читательской поддержки (плюс, минус — без разницы) он теряет пафос и самоуверенность, совершенно необходимые в его ремесле.

И, мне кажется, если журналист намерен жечь сердца «глаголом», то он работает не по своей специальности. Это старинная и даже древняя привилегия поэтов. Изначально, у Пушкина, пламенное витийство относится к пророку, иносказательно — к поэту, но никак не к журналисту. У журналиста под рукой совсем другие зажигательные средства для публики. Задача газетчика — информационная, просветительская, расследовательская или комментаторская. Точка.
Расширяется тематический и жанровый диапазон публикаций и выступлений Елены Клепиковой: критика, эссеистика, проза, мемуары, политология, очерки об американской жизни и культуре. Наравне с прозой, эта американа — больше 80 очерков — войдет в большую московскую книгу Елены Клепиковой «Отсрочка казни» (2008). Что касается мемуаристики — о Евтушенко, Бродском, Шемякине, Довлатове — особо следует отметить эссе, книги и фильм о последнем. Довлатовские эссе Елены Клепиковой широко печатались по обе стороны океана — в «Московском комсомольце», «В новом свете», «Русском базаре» и др., книг о Довлатове у неё в соавторстве в Владимиром Соловьевым вышло три — 2002, 2014, 2016, а киноновелла «В яблочко времени» Елены Клепиковой признана критикой лучшей в фильме «Мой сосед Сережа Довлатов» (2001).
Значительную часть сольных книг Елены Клепиковой — «Невыносимый Набоков» (2002) и «Отсрочка казни», а также её соавторских книг «Путешествие из Петербурга в Нью-Йорк. Шесть персонажей в поисках автора» (2016) и «США. Pro et contra. Глазами русских американцев» (2017) — занимает проза, которая прежде печаталась в периодике — «Новом русском слове», «Королевском журнале», «Русском базаре», «Неве», «Ex Libris — Независимой газете» — и получила высокую оценку в критике. Писатель Илья Штемлер, знакомый с Еленой Клепиковой ещё по Ленинграду, сочетает в своем отклике на публикацию её прозы в петербургском журнале «Нева» лирический мемуар с литературной критикой:
«Помнится, в моей ранней литературной жизни я был вхож в журнал „Аврора“, редакция которой размещалась на Литейном проспекте. Отделом прозы заведовала миловидная всегда доброжелательная сероглазая девушка — предмет воздыханий многих молодых писателей. Так вот, та самая завпрозой Елена Клепикова и ответила сейчас на вопрос — кто такой редактор? Редактор — это не состоявшийся „до поры“ писатель. „До поры!“ Одному, чтобы наступила эта пора, не хватает жизни, другой же становится писателем — как стала им сама Елена Клепикова.

Эти два рассказа вернули меня в петербургскую жизнь андерграунда 60-х — 70-х годов, в ту жизнь, которую я знал по опыту своих друзей писателей-нонконформистов. Что и дает мне право судить о достоверности поведения общего героя обоих рассказов писателя Коротыгина. Изнуренный запойным чтением запрещенного Набокова и завистью к мастерству великого писателя, Коротыгин как бы превращается в его творческую тень…»
«Русский базар» писал о «крепкой метафорической прозе высокой пробы и индивидуального чекана», а «Новое русское слово» отмечало, что рассказы Елены Клепиковой «впечатляют ещё и потому, что в них помимо вымышленного героя фигурируют и реальные — тогда ещё молодые — Бродский и Довлатов…» О том же — калифорнийский еженедельник «Панорама»: «реальные Довлатов и Бродский — вместе с сюжетной экстрававганзой — придают крепкой, зрелой талантливой прозе Елены Клепиковой особый, пусть даже несколько фривольный интерес».
Последний довод оспаривает рецензент «Комсомольской правды» Ольга Кучкина:
«Фривольного интереса нет — есть просто интерес. …Проза бывшей ленинградки Елены Клепиковой в самом деле весьма любопытна. Прежде всего это не женская проза. Холодный ум, отсутствие всякой эмоциональности, острая наблюдательность, владение словом и стилем выводят её из разряда женской… Талант Елены Клепиковой победил».
Цитируемая рецензия так и называлась — «Неженская проза. У Набокова появился наследник?»
Вот ещё парочка отзывов о прозе Елены Клепиковой.
«Меня больше всего поразила блистательная проза о Набокове, — писал Евгений Евтушенко. — Давно не читал в русской прозе ничего равного по насыщенности и артистизму языка, да и по анализу психологии». 
Отзыв другого поэта — Зои Межировой:
«Я была буквально потрясена ослепляющим описанием набоковского стиля. Очень мужское видение, мужская мощная лепка. Хотя с определением Ольги Кучкиной в „Комсомолке“, что проза Клепиковой неженская — не согласна».
В 2002 году сразу две повести Елены Клепиковой — «Отсрочка казни» и «Невыносимый Набоков» — были номинированы на «Премию Белкина»
Елена Клепикова активно участвует в культурной жизни русской Америки. В частности, в их совместных с Владимиром Соловьевым литературных вечерах в нью-йоркских библиотеках, книжных магазинах и салонах, а в канун 2015 года состоялся их совместный гастрольный тур с концертами по Калифорнии, посвященный выходу у них новых книг в Москве. За два с половиной последних года — с конца 2014 г. у Елены Клепиковой и Владимира Соловьева вышло девять книг, включая мемуарно-исследовательское пятикнижие «Памяти живых и мертвых», «Дональд Трамп. Сражение за Белый дом» и «США. Pro et contra. Глазами русских американцев».

## Изданные книги*
- Yuri Andropov: A Secret Passage into the Kremlin. New York: Macmillan, 1983. 302 p.
- Behind the High Kremlin Walls. New York: Dodd, Mead, 1986. 248 p.
- Boris Yeltzin. Political Biography. New York: G.P. Putnam’s, 1992. 320 p.
- Zhirinovsky. Russian Fascism and the Making of a Dictator. New York: Addison-Wesley, 1995. 256 p.
- Борьба в Кремле. От Андропова до Горбачева. Нью-Йорк — Иерусалим — Париж: Время и мы, 1986. 319 с.
- М. С. Горбачев. Путь на верх. М. (Самиздат), 1989. 14 с.
- Заговорщики в Кремле. М.: Московсковский Центр Искусств, 1991. 304 с.
- Борис Ельцин. Политические метаморфозы. М.: Вагриус, 1992. 400 с.
- Юрий Андропов: Тайный ход в Кремль. СПб.: Северин, 1995. 333 с.
- Довлатов вверх ногами. Трагедия веселого человека. М.: Коллекция «Совершенно секретно», 2001. 191 с.
- Невыносимый Набоков. Нью-Йорк — Тверь: Другие берега, 2002. 257 с.
- Отсрочка казни. М.: РИПОЛ классик, 2008. 720 с.
- Быть Сергеем Довлатовым. Трагедия веселого человека. М.: РИПОЛ классик, 2014. 480 с.
- Довлатов: скелеты в шкафу. М.: РИПОЛ классик, 2016. 351 с.
- Дональд Трамп. Сражение за Белый дом. М.: РИПОЛ классик, 2016. 367 с.
- Путешествие из Петербурга в Нью-Йорк. Шесть персонажей в поисках автора: Барышников, Бродский, Довлатов, Шемякин и Соловьев с Клепиковой. М.: РИПОЛ классик, 2016. 522 с.
- 45-й президент США. М.: РИПОЛ классик, 2016. 367 с.
- США. Pro et contra. Глазами русских американцев, М.: РИПОЛ классик, 2017. 377 с

(*) В Библиографии указаны только русскоязычные и англоязычные издания, а из последних — первые американские издания в твердых переплетах. Книги на других языках, а также англоязычные издания пейпер-бэк и изданные в Великобритании опущены.
Литература
Расколотый мир Елены Клепиковой. Впервые опубликован в «Русском базаре» (2007), а потом вошёл как предисловие в книгу Елены Клепиковой «Отсрочка казни» (2008) и в книгу Владимира Соловьева и Елены Клепиковой «Путешествие из Петербурга в Нью-Йорк. Шесть персонажей в поисках автора: Барышников, Бродский, Довлатов, Шемякин и Соловьев с Клепиковой» (2016).